# Виноградов Олександр Геннадійович
Олександр Геннадійович Виноградов (1919—1998) — майор Радянської армії, учасник Німецько-радянської війни, Герой Радянського Союзу (1945).

## Біографія
Олександр Виноградов народився 15 січня 1919 року у селі Пудиха Архангельської волості Варнавинського повіту Костромської губернії (нині — Ветлузький район Нижньогородської області) в сім'ї селянина. У 1939 році він закінчив Ветлузький технікум водного транспорту та лісу, після чого працював в одному з ліспромгоспів в Ярославській області. У листопаді 1939 року Виноградов призваний на службу в РСЧА. У 1942 році закінчив Казанське танкове училище. Із листопада того ж року-на фронтах Німецько-радянської війни. Брав участь у битві за Кавказ, був контуженим. Під час боїв біля Керчі Виноградов отримав сильні опіки рук та обличчя, після чого кілька місяців провів у шпиталях. До квітня 1945 року старший лейтенант Олександр Виноградов командував танковою ротою 36-ї танкової бригади 11-го танкового корпусу 5-ї ударної армії 1-го Білоруського фронту. Відзначився під час боїв у Німеччині.
20 квітня 1945 року рота Виноградова однією з перших увірвалася в місто Мюнхеберг, що був важливим опорним пунктом на шляху до Берліна. Під час боїв за місто вона завдала противнику великої шкоди в бойовій техніці та живій силі. Бій тривав протягом 4 годин. Загалом рота захопила в полон близько 100 ворожих солдатів і офіцерів. 24 квітня 1945 року рота Виноградова атакувала залізничну станцію «Ліхтенберг» на околиці Берліна й взяла активну участь у вуличних боях, зачистивши вулиці Франкфурт-штрассе і Александер-штрассе, а також площа Кюстрінплац. Під час боїв у Берліні рота Виноградова знищила 3 танки, 5 гармат, 1 бронетранспортер, 7 автомашин і більше роти ворожих піхотинців.
Указом Президії Верховної ради СРСР від 31 Травня 1945 року за «зразкове виконання бойових завдань командування на фронті боротьби з німецькими загарбниками і проявлені при цьому мужність і героїзм» старший лейтенант Олександр Виноградов був удостоєний високого звання Героя Радянського Союзу з врученням ордена Леніна та медалі «Золота Зірка» за номером 6418.
Після закінчення війни Виноградов продовжив службу в Радянській армії. У 1946 році він вступив у ВКП (б). У 1951 році Виноградов закінчив Вищу офіцерську школу самохідної артилерії. У 1960 році у званні майора звільнений у запас. Проживав у Долгопрудному, працював на Долгопрудненському машинобудівному заводі.
Помер 18 травня 1998 року, похований на Центральному кладовищі Долгопрудного.
Був нагороджений орденом Олександра Невського, двома орденами Вітчизняної війни І ступеня, двома орденами Червоної Зірки, орденом НДР «За заслуги перед Вітчизною», а також рядом інших медалей.